# Найдлинг
Найдлинг (нем. Neidling) — ярмарочная коммуна (нем. Marktgemeinde) в Австрии, в федеральной земле Нижняя Австрия. 
Входит в состав округа Санкт-Пёльтен.  Население составляет 1412 человек (на 31 декабря 2005 года). Занимает площадь 18,57 км². Официальный код  —  31925.

## Политическая ситуация
Бургомистр коммуны — Карл Шраттенхольцер (АНП) по результатам выборов 2005 года.
Совет представителей коммуны (нем. Gemeinderat) состоит из 19 мест.
- АНП занимает 12 мест.
- СДПА занимает 7 мест.